# IC 1911
IC 1911 је ознака објекта на координатама са ректансцензијом 3h 20m 46,0s и деклинацијом + 35° 17" 40'. Открио га је Гијом Бигурдан, 25. марта 1887. Каснијим посматрањима на том положају није уочен никакав астрономски објекат.